# ダグラス・ハーディング
ダグラス・ハーディング（Douglas Harding、1909年 - 2007年）は、神秘主義者、哲学者で、多くの著作があることで知られる。
実践することで本当の自分自身を知るに至るという、瞑想の現代的な手法を開発した。彼の瞑想の手法は、一連の簡単な実験を行い、ある物事に対する見方を逆転せざるをえない主観的な気づきを導くという形式で行われる。これにより、実践者は、宇宙との一体感を実感し、楽しむことができるとされる。
ダグラス・ハーディングは、1909年2月12日に、イギリスのローストフトで生まれた。同胞派（プリマス・ブレズレン）というキリスト教の教派の中で育つが、21歳の時に破門される。2007年1月11日にナクトンで没する。

## 著作邦訳
- 『心眼を得る』　由布翔子翻訳、図書出版社、1994年
- 『今ここに、死と不死を見る―自分の不死の中心を発見する』　高木悠鼓訳、マホロバアート、1997年
- 『顔があるもの顔がないもの―自分の本質を再発見する』　デヴィッド・ラング編集、高木悠鼓訳、マホロバアート、2003年